# آرتورانگشت
آرتورانگشت (نام علمی: Arthurdactylus) نام یک سرده از تیره پرنده‌دستان است.